# Kirche Mariä Himmelfahrt (Burgas)

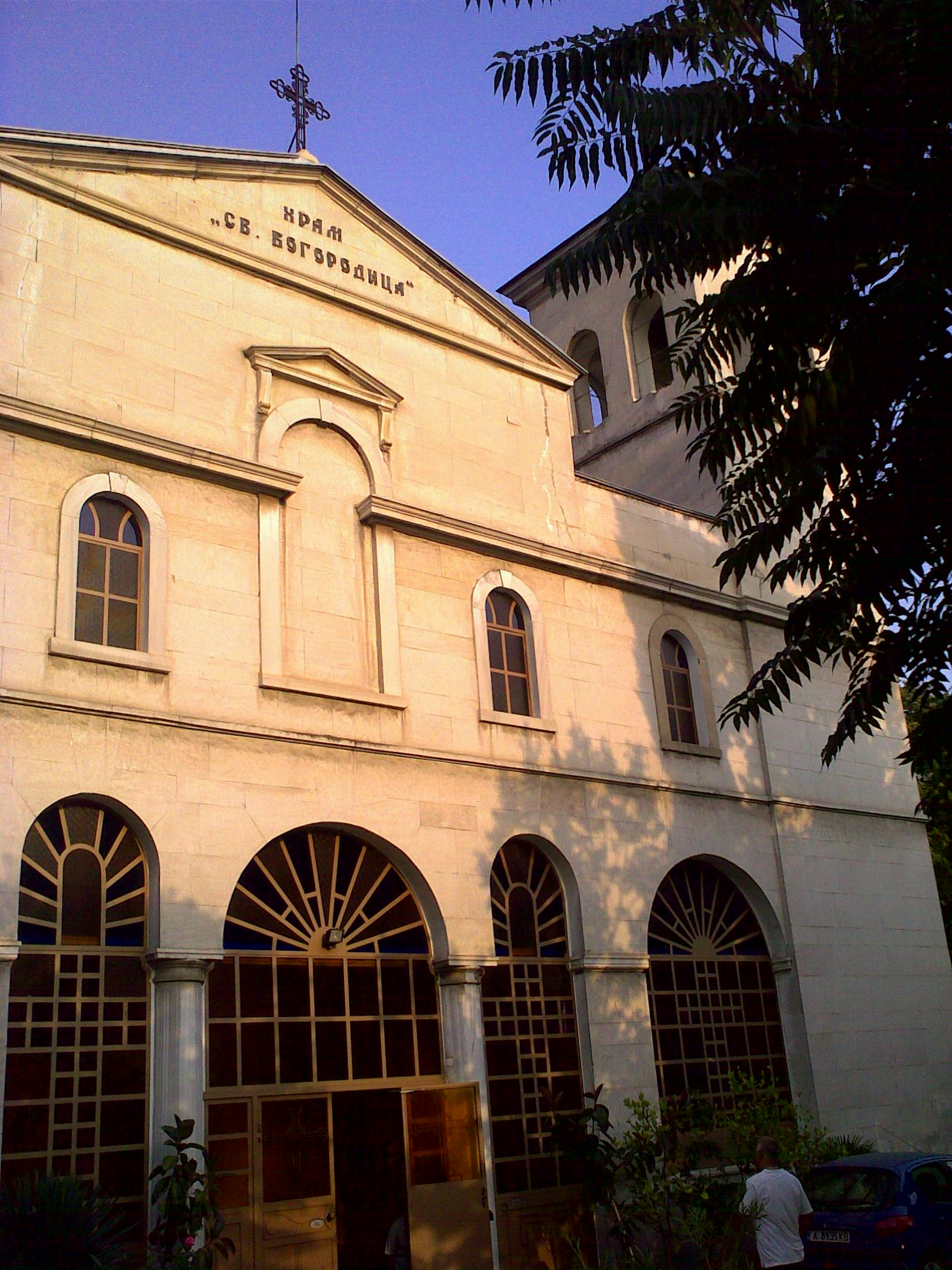
Die Kirche Mariä Himmelfahrt in Burgas, Ansicht der Westseite

Die Kirche Uspenie na Presveta Bogorodiza (bulgarisch църква „Успение на Пресвета Богородица“, dt. Kirche Mariä Himmelfahrt), auch als Muttergotteskirche (bulg. Света Богородица/Sweta Bogorodiza) bekannt, ist eine bulgarisch-orthodoxe Kirche in der Hafenstadt Burgas in Südostbulgarien. Sie ist der Aufnahme Mariä in den Himmel geweiht und befindet sich in der M. Lermontow-Str. 5.
Die Kirche, auch als griechische Kirche bekannt, ist die älteste orthodoxe Kirche in der Stadt. Ihr Vorgängerbau wurde während des russisch-osmanischen Kriegs von 1828 bis 1829 zerstört und wird auf Anfang des 17. Jahrhunderts datiert. Mit der Rückkehr der griechisch-orthodoxen Bevölkerung nach 1840 wurde die heutige Kirche mit einer anschließenden zweistöckigen griechischen Schule laut Sirkarow bis 1853 im griechischen Viertel errichtet. Bis zur Errichtung der bulgarischen Kirche der Heiligen Brüder Kiril und Methodius 1869 wurde sie ebenfalls für Gottesdienste der bulgarischen Orthodoxie genutzt.
Die dreischiffige Basilika wurde in dem für den mittelalterlichen bulgarisch-byzantinischen Kirchenbau typischen rot-weisen Muster erbaut. Die Fassaden der Seitenschiffe sind durch zwei übereinander liegende Reihen sowie diejenige des Hauptschiffes durch eine Reihe von Fenstern gegliedert. Der Haupteingang befindet sich im Westen; weitere kleinere Eingänge an der Nord- und Südseite werden nur bei besonderen Zeremonien geöffnet. Die Höhe des Hauptschiffes beträgt 11,5 Meter, diejenige der Seitenschiffe neun. Der Grundriss nimmt eine überbaute Fläche von 470 m² ein und hat eine Ost-West-Ausrichtung. Zwei Reihen von je sechs Marmorsäulen stützen das Hauptschiff. Jedes Schiff schließt im Osten durch eine Apsis, wobei diejenigen der Seitenschiffe kleiner sind. Der Altarraum ist durch eine aus weißem Marmorstein bestehende Altarwand (Ikonostase) vom Kirchenschiff abgetrennt.
Der Esonarthex der Westfassade der Kirche wurde 1853 fertiggestellt. Er war zunächst nur überdacht und wurde erst zu einem späteren Zeitpunkt verglast. Wegen der osmanischen Gesetze wurde zunächst kein Glockenturm erbaut und die Gottesdienste wurden mit Semantron begleitet. Trotzdem wurden bereits bei der Fertigstellung der Westfassade zwei symmetrische Kirchtürme erbaut. Über sie erfolgt der Zugang zur Empore. Die Türme wurden 1927–1928 vergrößert und überragen heute das Hauptschiff. In einer vor ihnen wurden in diesem Zeitraum drei Glocken eingebaut.
Neben ihr wurde eine griechische Schule erbaut. 1906 wurde die bis dahin griechische Kirche von der bulgarischen Bevölkerung eingenommen als Antwort auf ähnliche Vorgänge in Griechenland. Die Kirche wurde enteignet, der Bulgarisch-Orthodoxen Kirche unterstellt und in Christi Himmelfahrt umbenannt. 1952 wurde die Kirche restauriert und bekam ihren früheren Namen zurück. Dabei wurden die Außenwände mit Marmorplatten versehen und die Kirche verlor ihr charakteristisches rot-weises Muster. Während der Restaurierung wurden die griechischen Fresken und Inschriften freigelegt. Heute befinden sich in der Ikonostase die alten griechischen Ikonen, während die Wandmalereien bulgarisch-griechisch gemischt sind.